# Tapoa (région)
Pour les articles homonymes, voir Tapoa.
Tapoa, anciennement une province du Burkina Faso, devient l’une des 17 régions administratives du pays avec le nouveau découpage adopté le 2 juillet 2025.

## Histoire
Avant cette réforme du 2 juillet 2025, Tapoa était une province de l’ancienne région de l’Est. Dans le cadre de la réorganisation administrative, la région de l’Est est divisée en trois régions distinctes : le Goulmou, la Sirba et Tapoa.
Le nom Tapoa est un hydronyme dérivé du principal cours d’eau qui traverse cette région.

## Géographie

### Situation
Elle est située au sud-est du pays, aux frontières du Bénin et du Niger, à 400 km. de la capitale Ouagadougou.
C'est la province d'origine du premier ministre Paramanga Ernest Yonli (né à Tansarga en 1956).

### Démographie
- 235 288 habitants en 1996
- 341 782 habitants en 2006, soit une augmentation de +42 % en 10 ans
- Chef-lieu : Diapaga

## Principales localités
| Ville ou village            | Latitude      | Longitude    | Alt.   | Pop. (2004) |
| --------------------------- | ------------- | ------------ | ------ | ----------- |
| Botou (Boto)                | 12° 39' 54ʺ N | 2° 03' 07ʺ E | 244 m. |             |
| Diapaga                     | 12° 04' 15ʺ N | 1° 47' 20ʺ E | 273 m. | 5 100 hab.  |
| Kantchari (Kanchari)        | 12° 28' 43ʺ N | 1° 30' 44ʺ E | 303 m. | 9 500 hab.  |
| Logobou                     | 11° 38' 01ʺ N | 1° 40' 05ʺ E | 227 m. |             |
| Namounou (Niamounou)        | 11° 51' 38ʺ N | 1° 41' 57ʺ E | 316 m. |             |
| Tambaga (Tambarga, Tombaga) | 11° 47' 45ʺ N | 1° 44' 30ʺ E | 298 m. |             |
| Tansarga                    | 11° 52' 31ʺ N | 1° 52' 01ʺ E | 303 m. |             |

## Administration

### Départements

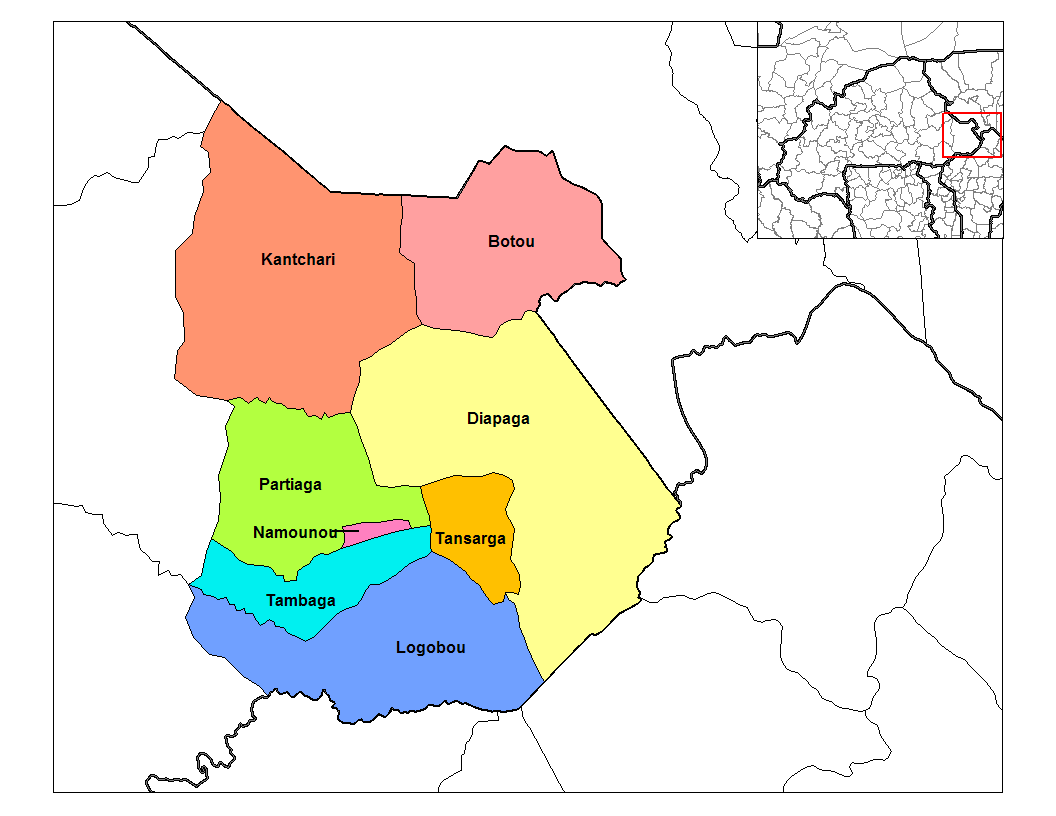
Carte de localisation des 8 départements ou communes de la province de la Tapoa.

La province de la Tapoa est administrativement composé de 8 départements ou communes :
- Botou,
- Diapaga,
- Kantchari,
- Logobou,
- Namounou,
- Partiaga,
- Tambaga,
- Tansarga.